# Bassem
Bassem Braïki, connu sous le mononyme Bassem, né le 20 août 1980 à Lyon, est un influenceur, militant et ancien rappeur franco-tunisien ayant grandi et résidant à Vénissieux.
Après les attentats du 13 novembre 2015, il publie une vidéo virale appelant la communauté musulmane à s'opposer à l'État islamique. Par la suite, il s'illustre pour ses prises de position contre certains rappeurs et ses propos polémiques, notamment sur les femmes, les homosexuels et le métissage. Il est également impliqué dans plusieurs affaires judiciaires pour violences et incitation à la haine.

## Biographie

### Origines et jeunesse
Bassem Braïki est le fils d'un électricien tunisien, arrivé à Lyon en 1967. Il fait sa scolarité dans la ville de Vénissieux, à l'école Léo Lagrange, au collège Paul Éluard, puis au lycée Jacques-Brel. Il est le frère de Bayrem Braïki, adjoint PCF à la mairie de Vénissieux.
Il est issu de la tribu Ouled Boughanem, résidant au nord de la Tunisie.

### Carrière dans le rap
Dans les années 2000, il fonde aux côtés de son ami d'enfance Oumse Dia, un groupe de rap appelé « la Mannschaft » (en hommage à l'équipe d'Allemagne de football). Le duo se produit sur de nombreuses scènes de région lyonnaise et en vient même à effectuer les premières parties de Gravediggaz, Wu-Tang Clan, IAM,...
En 2014, Bassem Braïki est, sous l'alias Transporteur RS, l'artiste vedette du morceau « 6-9 à l’ancienne » qui figure dans l'EP solo d'Oumse Dia, intitulé « Ma Terre musicale »,.

### Attentats du 13 novembre 2015
Le 18 novembre 2015, jour de l'assaut du Raid à Saint Denis contre les terroristes du 13 novembre, Bassem Braïki publie une courte vidéo sur le réseau social Facebook incitant la communauté musulmane de France à se mobiliser contre l'embrigadement islamiste. Sa vidéo sera vue plus de 5 millions de fois en moins de 24 heures. Ainsi, il explique sur la chaîne de télévision BFM TV : « Protégeons notre belle religion (...) allons traquer ces imposteurs qui se font passer pour des musulmans en tuant des gens »,. La vidéo est également diffusée sur la chaîne américaine Fox News.

### Militantisme
Le 25 mars 2016, Bassem Braïki fait annuler le concert du rappeur Booba à Lyon via un trouble à l'ordre public en organisant un rassemblement devant la discothèque. Il accuse celui-ci de dénigrer l'image des femmes maghrébines dans ses paroles telles que « Ma pute prépare le couscous ».
Durant les années 2016 et 2017, Bassem Braïki appelle à faire interdire les spectacles de plusieurs autres rappeurs tels que La Fouine, Rohff, Gradur, Maître Gims, pour les mêmes raisons qui l'ont poussé à faire interdire Booba.
Fin janvier 2018, à la suite de l'occupation par des Roms de la maison d'une personne âgée à Garges-lès-Gonesse dans le Val-d'Oise, il organise leur expulsion à l'aide de plusieurs jeunes de la région. Le propriétaire s'était plaint sur une vidéo du Parisien de l'inaction des autorités face à l'occupation de sa résidence.

### Radio Hlib
Depuis 2016, il présente quotidiennement un live YouTube Radio Hlib, auquel en moyenne 10 000 téléspectateurs assistent. Ces diffusions, s'ajoutant à ses vlogs, composent désormais son activité principale d'influenceur.

## Polémiques

### Affaire Brasco (2021)
En 2021, selon Charlie Hebdo et Lyon Mag, il inspire une affaire de racisme à la suite de ses propos diffusés lors de ses lives YouTube. Le jeune homme aurait utilisé la même métaphore que Bassem pour dénigrer une femme noire lors de sa diatribe,.

### Accusation de cyberharcèlement (2023)
Alors qu'il est actif sur Telegram, il lui est reproché d'humilier et d'appeler au cyberharcèlement de nombreuses personnes, jusqu’à divulguer les coordonnées de ses cibles. Les femmes musulmanes et d’origine maghrébine, les homosexuels et les hommes noirs sont les premiers visés.
En 2023, lors de plusieurs lives YouTube, Bassem forme une Brigade Anti-Hijabées du Lycée et mène sa communauté à harceler les comptes TikTok d'adolescentes voilées et maquillées, leur reprochant ce qu'il considère comme manque de pudeur, contradictoire selon lui avec le port du voile accompagné de ses adeptes.

## Affaires judiciaires

### Affaire Gregory Chelli (2016)
À la suite de cette polémique, Gregory Chelli, un hackeur franco-israélien qui apprécie Booba, lance plusieurs attaques contre Bassem Braïki et contre les membres de sa famille, notamment via des techniques de swatting. À la suite de ce bras de fer, le blogueur est accusé d'antisémitisme après avoir dit « on va refaire une Ilan Halimi, appelez moi Youssouf Fofana » en référence à l'affaire criminelle lors de laquelle un jeune juif a été enlevé et assassiné en 2006,.
Bassem est ensuite interrogé par la police pour ses propos.

### Condamnation pour violences volontaires sur personne handicapée (2016)
Il est par la suite entendu dans le cadre de violences volontaires sur personne handicapée après une vidéo diffusée sur Periscope. Il est condamné à un an de prison, dont six mois avec sursis.

### Autres affaires
Il est également mis en examen pour violences sur de faux pédophiles, tandis que l'ancienne gendarme Seaade Besbiss a porté plainte à son égard pour menaces de mort,,,.
Il est condamné en mars 2016 à cinq mois de prison ferme sans mandat de dépôt pour outrages et menaces contre un policier,,. En janvier 2017, il est condamné à 1 000 euros d'amende pour menaces contre les Bad Gones. Il fait appel.

### Prison (2019)
En avril 2019, il annonce par l'intermédiaire d'une vidéo postée sur son compte Snapchat, qu'il est incarcéré pour des faits (qui ne sont pas précisés) remontant à plusieurs années.
Le 18 avril 2019, Bassem Braïki est condamné à 17 mois de prison à la maison d'arrêt de Villefranche-sur-Saône mais y est libéré sept mois plus tard, le 3 décembre 2019.

### Agression par le rappeur Sadek (2020)
Le 11 février 2020, vers 4 ou 5 heures du matin, alors qu'il rentrait du travail, Bassem se fait violemment agresser au domicile de ses parents par quatre personnes dont le rappeur Sadek,,,.
Cette agression survient après l'annulation le 8 février d'un showcase de Sadek à Saint-Priest que Bassem appelait à perturber. Après des échanges de messages et l'envoi d'une adresse, le rappeur et son équipe se sont rendus au domicile du blogueur et l'ont roué de coups au sol à l'aide de matraques télescopiques et à coups de pied. Des vidéos de l'agression prises par Sadek lui-même ont été diffusées sur Snapchat et Twitter.
Ses blessures lui ont valu une incapacité temporaire de travail de 5 jours. Sadek se fait arrêter le 12 février à Bagnolet par des agents de la DCSP.
Le 15 février, il s'exprime pour la première fois depuis son agression dans une vidéo d'environ 10 minutes, qui se caractérise par une démarche de réconciliation. Il reconnaît également ses torts et déclare : « Émile Zola avait dit J'accuse… !, moi je dis Je m'excuse ».

### Condamnation pour homophobie (2020)
En août 2018, il est visé par des plaintes pour incitation au meurtre et à la haine après avoir affirmé dans une vidéo : « Les homosexuels, il faut vous soigner. (...) Tu prends un Efferalgan, tu mélanges avec du cyanure puis ça va vous soigner, je pense que c’est ça. Faut éradiquer ce phénomène ». Il réalise le lendemain son mea culpa via un communiqué sur son compte Snapchat où il s'excuse envers la communauté gay et se défend en indiquant avoir voulu ajouter « une touche d'humour noir ». Il est condamné à huit mois de prison avec sursis.
En avril 2023, il est visé par une autre plainte pour homophobie pour avoir appelé à « écras[er] ces chiens de l'enfer ».

### Enquête pour racisme (2023)
Bassem est depuis des années accusé de racisme en raison de ses propos où il affirme son hostilité au métissage, il estime que les membres de chaque communauté (Maghrébins, Blancs et Noirs) doivent être en couple, se marier ou faire des enfants entre eux, ce qui lui vaut des accusations de racisme, dont il se défend en déclarant, notamment, qu'il refusera que plus tard sa fille se marie avec un homme qui ne sera pas d'origine maghrébine comme lui, en déclarant : « Je suis pas raciste, le Noir c'est mon frère en Islam et dans la vie de tous les jours, mais c'est pas mon beau-frère. Je touche pas à sa sœur et il touche pas à ma sœur. » Ces propos ont fait réagir l'imam Abdelmonaim Boussena, qui lui répond, scandalisé, sur sa chaîne YouTube en déclarant que l'islam n'interdit pas le métissage,,.
Il a également pour habitude de questionner les femmes qui s’expriment sur son antenne sur leurs mensurations et de demander aux hommes de dire quelques mots en arabe et de situer précisément leur village d'origine, afin de s’assurer qu’ils ne chercheraient pas à se faire passer pour Maghrébins alors qu’ils sont noirs.
En 2023, à la suite du dépôt d'une plainte par SOS Racisme, une enquête préliminaire est ouverte et confiée à l'office central de lutte contre les crimes contre l’humanité et les crimes de haine pour injures et diffamation publiques à caractère racial, provocation à la haine et à la violence et pour divulgation d'informations personnelles permettant d’identifier ou de localiser une personne et exposant à un risque direct d’atteinte à la personne ou aux biens.
En août 2024, il dit dans un live sur TikTok : « Y'a une femme, une haja (une vieille dame) elle a été giflée dans le RER, la tombe de mon grand-père, ils ont étouffé l'affaire (...) Il y'a des rappeurs Noirs dans le 91, qui insultent tout le Maroc, personne fait rien. Nous, à Lyon, sur des lampadaires, ils seraient en train de pendre ». Le lendemain, il présente ses excuse en disant : « L'une des plus grandes erreurs que j'ai faite, c'est de m'être fait passer pour ce que je ne suis pas, un raciste. Je m'adresse à tous les "renois" (Noirs) de France et du monde. Je vous demande de m'excuser parce que mes mots ont été forts. C'était une manière de m'exprimer, tout simplement. ». L'avocat Mourad Battikh annonce saisir le procureur à la suite de ces propos.

## Télévision
- 2024 : Wokisme et islamisme dans l'émission Bistro Libertés diffusé sur TV Libertés.